# إربين
إربين هي مدينة من مدن أوكرانيا. يبلغ عدد سكانها 42,924 نسمة وذلك حسب إحصائيات سنة 2013. تبلغ مساحتها 110.83 كم².

## توأمة
لإربين اتفاقيات توأمة مع:
- بورنا